# Alfred Hasler

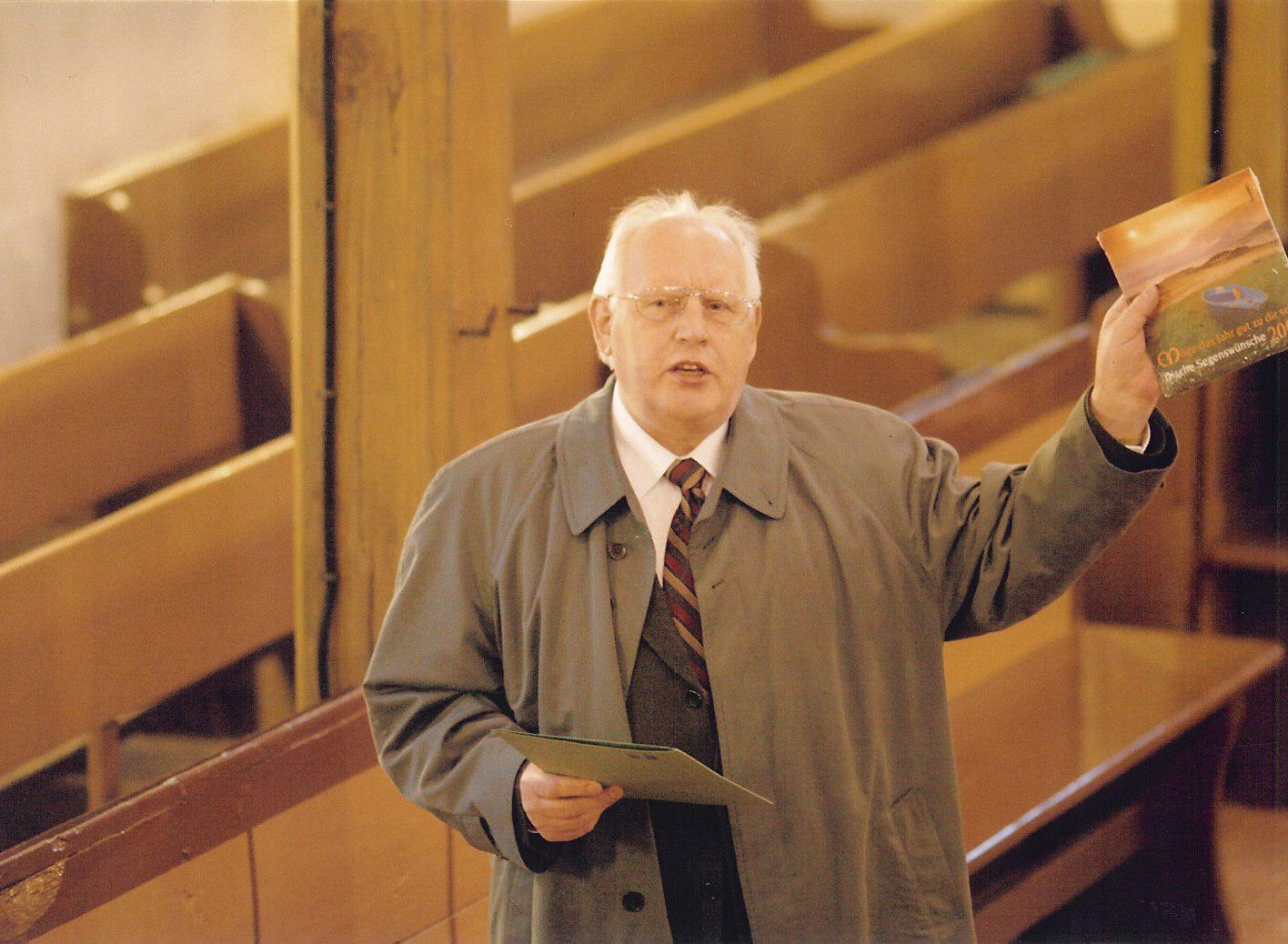
Alfred Hasler, Kirche zu Grano

Alfred Hasler (* 30. Dezember 1934 in Breslau, Schlesien; † 27. Dezember 2005 in Guben, Niederlausitz) war ein deutscher evangelischer Theologe und Pfarrer.

## Leben

### Herkunft und Schulzeit
Alfred Hasler verbrachte seine ersten Lebensjahre in einer Eisenbahnersiedlung in Breslau. Sein Vater, Richard Wilhelm Hasler, katholisch (1894–1972 in Grano) war Reichsbahnbuchbinder bei der Reichsbahndirektion Breslau, nach der Flucht dann in Erfurt. Seine Mutter war Selma Martha Ida geb. Daniel, evangelisch (1896–1968). Alfred Hasler hatte zwei Brüder.
Bis 1944 besuchte Hasler die Volksschule in Breslau. Nach der Evakuierung 1945 besuchte er bis 1949 eine Einheitsschule in Ronneburg. 1949 nahm er freiwillig an der Jugendweihe teil und absolvierte in den Jahren von 1949 bis 1953 Oberrealschulen in Ronneburg und in Gera. Am 15. Mai 1953 erfolgte die Relegation von der Oberschule mit Hausverbot wegen negativer Einstellung zur kasernierten Volkspolizei und wegen Nichtteilnahme am sonntäglichen Unterrichtsfach Gegenwartskunde aus religiösen Gründen, u. a. wegen Mitgliedschaft bei den Adventisten. Nach Staat-Kirche-Verhandlungen im Juni 1953 wurde er rehabilitiert und legte die Abiturprüfung ab.

### Studium und Pfarramt (1958–1989)
Vor dem Studium der evangelischen Theologie absolvierte Hasler von 1953 bis 1956 das adventistische Predigerseminar in Friedensau und nahm 1955 am Europäischen Advent-Jugend-Treffen in München teil. Durch Berührungen mit wissenschaftlicher Literatur von evangelischer Theologie beeinflusst, ging er im Anschluss an seine Ausbildung zum Adventistenprediger an die Humboldt-Universität Berlin, um vorerst einige Semester Theologie zu studieren. Im Laufe dieses Studiums erfolgte sein Wiedereintritt in die evangelische Kirche. Er absolvierte in den Jahren von 1956 bis 1961 das vollständige Studium der evangelischen Theologie bei unter anderem Heinrich Vogel, Rudolf Herrmann, Hans-Georg Fritzsche, Otto Haendler, Johannes Schneider, Fritz Maass, Walter Elliger, Joachim Rogge, Erich Fascher und Lieselotte Richter.
Im Oktober 1961, kurz nach dem Bau der Berliner Mauer, legte er die erste theologische Prüfung bei der Kirchenleitung der Evangelischen Kirche in Berlin-Brandenburg ab. Es folgte von 1961 bis 1962 ein Vikariat in Buckow (Märkische Schweiz), von 1962 bis 1963 das Predigerseminar am Dom zu Brandenburg und das zweite theologische Examen. 1963 trat er seine erste Pfarrstelle in Grano bei Guben an, wo er bis 1979 wirkte und in mehreren Dörfern und drei Kirchen seinen Dienst versah. 1979 wechselte er die Pfarrstelle und ging nach Neuzelle. Hasler wurde am 1. August 1992 auf eigenen Wunsch aus gesundheitlichen Gründen in den Ruhestand versetzt.
Im Juni 1995 nahm Hasler an einer Wallfahrt des katholischen Bistums Görlitz nach Rom teil, mit Teilnahme an einer Privataudienz bei Papst Johannes Paul II.
Wegen seiner kritischen Haltung dem SED-Staat gegenüber führte die Stasi über ihn eine Kerblochkartei, eine Akte, die im Fall eines Zusammenbruchs des SED-Regimes für die sofortige Vernichtung vorgesehen war.
Alfred Hasler starb im Jahr 2005 nach kurzer schwerer Krankheit im Alter von 70 Jahren und wurde an seinem 71. Geburtstag auf dem Friedhof in Grano bei Guben beerdigt.

### Privates
Hasler heiratete 1957 in Dresden die Damenschneidermeisterin Elfriede Hasler geb. Fuchs (1935–2020), aus der Ehe stammten vier Söhne.

## Politisches Engagement und Stiftung Stift Neuzelle
Nach der politischen Wende in der DDR engagierte sich Hasler zunehmend gesellschaftspolitisch und trat in die CDU ein. Von 1990 bis 1993 war er Kreistagsabgeordneter des Landkreises Eisenhüttenstadt, CDU-Fraktionsvorsitzender des Kreistages sowie Mitglied des Kreisausschusses und des Personalausschusses.
Von 1990 bis 1994 war er Vorsitzender des Kreistagsausschusses „Stift Neuzelle“ und gilt als geistiger Vater der Wiederbegründung des Stiftes. Hasler war zudem von 1991 bis 1993 Bevollmächtigter des Ministers der Finanzen des Landes Brandenburg, Klaus-Dieter Kühbacher, zur Erfassung des Vermögens des ehemaligen Stifts Neuzelle. Im August 1996 erfolgte seine Wahl zum Vorsitzenden des Kuratoriums der Stiftung Stift Neuzelle, durch Wiederwahlen hatte er diese Position bis März 2001 inne.
Von 1993 bis 1998 war er Kreistagsabgeordneter des Landkreises Oder-Spree (LOS). Weitere Positionen nahm er wahr als zweiter Stellvertreter des Kreistagsvorsitzenden, Vorsitzender des zeitweiligen Kreistagsausschusses „Stift Neuzelle“ (bis 1997), Mitglied des Kreistagsausschusses für Geschäftsordnungsangelegenheiten und Petition, Mitglied des Kreistagsausschusses für öffentliche Sicherheit, Ordnung und Recht.
Hasler war von 1996 bis 2000 Ehrenamtlicher Richter am Oberverwaltungsgericht für das Land Brandenburg. Im Ruhestand publizierte er ferner verschiedenen Aufsätze zum Stift Neuzelle und anderen heimatgeschichtlichen Themen.